# 蘇維埃茨科耶區 (阿爾泰邊疆區)

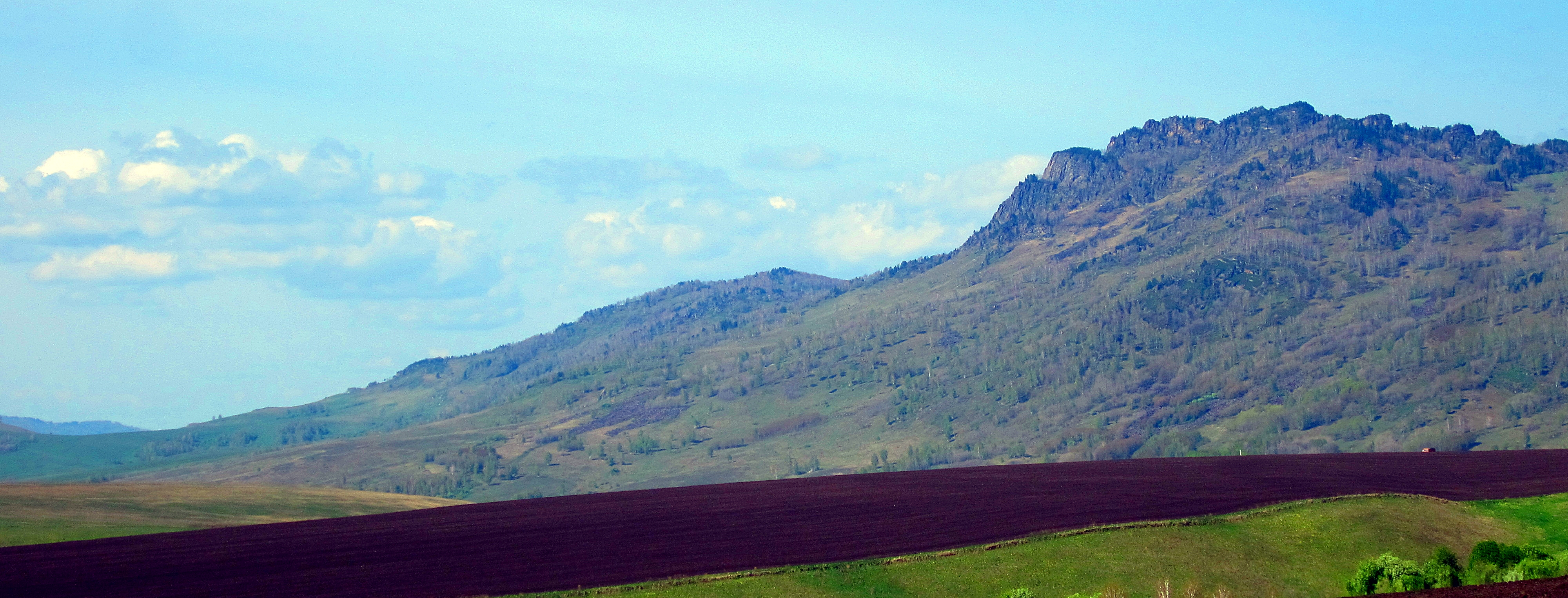

52°17′50″N 85°25′00″E / 52.29722°N 85.41667°E
蘇維埃茨科耶區（俄语：Советский район），是俄羅斯的一個區，位於該國南部，由阿爾泰邊疆區負責管轄，面積1,545平方公里，2010年人口16,467，人口密度每平方公里10.66人。